# Адалвин (Регенсбург)
Адалвин (на немски: Adalwin, † 4 октомври 816) е четвъртият епископ на Регенсбург от 791 до 816 г. Той е също абат-епископ и ръководител на манастир Свети Емерам.

## Биография
По времето на Адалвин за пръв път в документ се споменава Петерскирхе, предишната сграда на катедралата Регенсбург. Карл Велики прави дарения на епископа.
Адалвин е вероятно чичо на Алтвин, епископ на Айхщет († 847).